# Chrysococcyx ruficollis
El cuclillo gorgirrojo, cuclillo gorjirrojo o cuclillo de garganta rojiza (Chrysococcyx ruficollis) es una especie de ave cuculiforme de la familia Cuculidae que vive en Nueva Guinea.

## Distribución y hábitat
Se encuentra en las selvas de montaña de la isla de Nueva Guinea, tanto en la parte perteneciente a Indonesia como en la de Papúa Nueva Guinea.

## Taxonomía
Es una especie monotípica, es decir, no se reconoce división en subespecies.